# トリクロサン
トリクロサン（英語: triclosan）は、医薬部外品の薬用石鹸、うがい薬、食器用洗剤、練り歯磨き、脱臭剤、手の消毒剤、及び化粧品など、様々な場面で使用されている、一般的な家庭用の抗菌剤である。アメリカではその効果への疑問や健康リスクからトリクロサンを含む一般用抗菌石鹸の販売は禁止されている。
トリクロサンは高濃度では、複数の細胞質と細胞膜を標的に殺生物剤として作用する。低濃度では、エノイル酵素に結合し、脂肪酸合成を阻害することにより、静菌的に作用する。脂肪酸は、細胞膜を構築したり再生するために必要である。ヒトはENR酵素(エノイル[アシル輸送タンパク質]レダクターゼ (NADH))を持っていないため影響を受けないとされる。

## 殺菌効果について
アメリカでは、トリクロサン含有の製品は40年も前から市販され、2,000種以上もの石鹸の他に、歯磨き粉や掃除用洗剤、プラスチック製品や化粧品などにも使用されている。
2013年、動物研究では、トリクロサンが甲状腺や女性ホルモンのエストロゲン、男性ホルモンのテストステロンなどに影響を与える可能性や、一般的な抗生物質に対する薬剤耐性を強化してしまう可能性が指摘されている。
2016年、アメリカ食品医薬品局（FDA）は、2016年9月2日に、トリクロサンやトリクロカルバンなど19種類の殺菌剤を含有する抗菌石鹸は、通常の石鹸と比べて優れた殺菌効果があるとは言えない上、免疫系に打撃を与えるリスクがあることを発表し、2017年9月に一般用抗菌石鹸の販売を禁止した。。
2018年、トリクロサンはマウスの腸内細菌に影響を与えその結果大腸炎や大腸がんを増加させることが報告された。。

## 環境への影響
トリクロサン自身は常温でダイオキシン類に化学変化することは無いと考えられているが、ダイオキシンの発生が懸念されるような低温焼却炉ではトリクロサンがダイオキシン類に転化する可能性が示唆されている。